# C/1999 F1
C/1999 F1(카탈리나)(영어: C/1999 F1 Catalina)은 알려진 가장 긴 주기 혜성 중 하나이다. 1999년 3월 23일 카탈리나 천체 탐사에 의해 발견되었다.현재 근일점은 태양계 밖에 있다.이것은 외부 오르트 구름 물체에 대한 행성의 섭동을 줄이는 데 도움이 된다.
혜성은 6년의 관측 호를 가지고 있어 인바운드(원래) 및 아웃바운드(미래) 궤도를 잘 추정할 수 있다. 장주기 혜성의 궤도는 행성 영역을 떠난 후의 한 신기원에서 공전궤도를 계산하고 태양계의 질량중심을 기준으로 계산할 때 적절하게 구해진다. C/1999 F1은 2017년 8월에 해왕성에 가장 가깝게 접근했다.JPL Horizons를 사용하여 신기원 2050-1월-01에 대한 무게 중심 궤도 요소는 33,000AU의 장반경, 66,000AU(1ly)의 원점 거리, 약 6백만 년의 기간을 생성한다.
일반 JPL 소천체 데이터베이스 브라우저는 혜성이 행성 영역을 떠나기 전인 2001-5월-25의 근일점 에포크를 사용하며 이후 행성 섭동을 설명하지 않기 때문에 고도로 편심된 원점점을 부정확하게 만든다. JPL 소천체 데이터베이스 솔루션은 또한 태양+목성의 결합된 질량을 설명하지 못한다.
C/1999 F1이 1999년에 황도면을 횡단했을 때 토성에 가까이 접근할 가능성이 있었지만 토성은 궤도 반대편에 있었다.